# Gorma
Gorma ist eine Ortslage von Rositz im Landkreis Altenburger Land in Thüringen.

## Lage
Gorma befindet sich im nordöstlichen Rand der Gemeinde Rositz, nördlich der Bundesstraße 180 und nordwestlich von Altenburg. Die Gemarkung liegt im Altenburg-Zeitzer Lösshügelland am Südrand der Leipziger Tieflandbucht.

## Geschichte

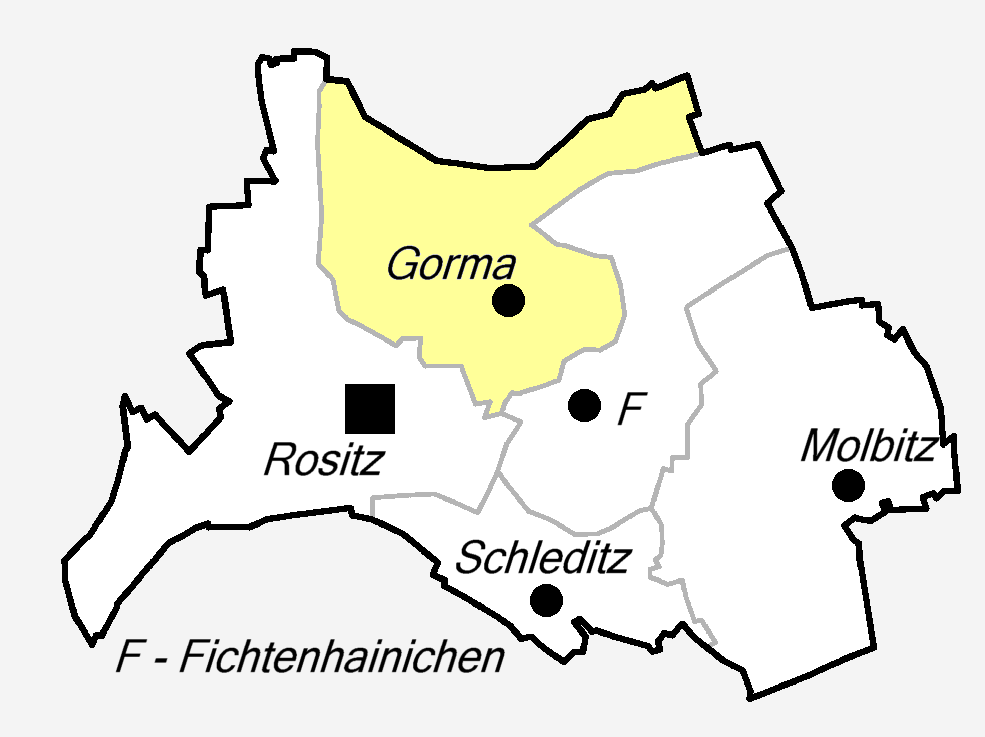
Lage von Gorma in der Gemeinde Rositz

Das Dorf Gorma wurde im Zeitraum 1181–1214 erstmals urkundlich erwähnt, u. a. im Zehntverzeichnis des Klosters Bosau aus dem Jahr 1181. Siedlungsspuren von vor 5000 Jahren wurden im ehemaligen Tagebau Germania gefunden. Im Jahr 1445 stand der Großteil des Orts unter der Gerichtsbarkeit und Lehnsherrschaft der Burggrafen von Starkenberg.
Später gehörte der Ort zum wettinischen Amt Altenburg, welches ab dem 16. Jahrhundert aufgrund mehrerer Teilungen im Lauf seines Bestehens unter der Hoheit folgender Ernestinischer Herzogtümer stand: Herzogtum Sachsen (1554 bis 1572), Herzogtum Sachsen-Weimar (1572 bis 1603), Herzogtum Sachsen-Altenburg (1603 bis 1672), Herzogtum Sachsen-Gotha-Altenburg (1672 bis 1826). Bei der Neuordnung der Ernestinischen Herzogtümer im Jahr 1826 kam der Ort wiederum zum Herzogtum Sachsen-Altenburg. Nach der Verwaltungsreform im Herzogtum gehörte Gorma bezüglich der Verwaltung zum Ostkreis (bis 1900) bzw. zum Landratsamt Altenburg (ab 1900). Das Dorf gehörte ab 1918 zum Freistaat Sachsen-Altenburg, der 1920 im Land Thüringen aufging. 1922 kam es zum Landkreis Altenburg.
Im Ort existierten drei Gasthöfe und vier Vereine, unter anderem der 1919 gegründete Fußballverein, der 1921 einen eigenen Sportplatz erhielt. Am 1. April 1923 wurden Gorma, Fichtenhainichen und Schelditz (1924 wieder ausgegliedert) in Rositz eingemeindet.

### Geschichte des Braunkohleabbaus im Ort
Im Jahr 1836 wurde in der Dorfflur erstmals Braunkohle entdeckt. Eine erhöhte Förderung brachten die Reparationen nach dem Deutsch-Französischen Krieg 1871. In der Gemarkung von Gorma wurden die zwei Tiefbaugruben Nr. 16 und 18 betrieben, die der Meuselwitzer Bergbaupionier Christian Kluge besaß, welcher hier auch die ersten Förderanlagen errichtete. In der Grube "Vereinsglück" Nr. 16 wurde 1873 bereits unter dem neuen Namen "Braunkohlen Abbaugesellschaft Germania" die erste Brikettpresse im gesamten Revier aufgestellt. Diese Brikettfabrik war bis 1919 in Betrieb.
Durch die zunehmende Braunkohleindustrie erlebte Gorma auch einen erheblichen Zuzug von Arbeitern. So stieg die Einwohnerzahl von 284 Personen im Jahr 1864 auf 1552 Personen im Jahr 1910. Dadurch entstanden vermehrt Arbeiterhäuser neben den Bauernhöfen, besonders an der Rositzer Straße (heutige Schulstraße), die Gorma und Rositz verbindet. Als Nebenstraßen entstanden die beiden Bergarbeitersiedlungen „Glück-Auf-Gasse“ und „Neugasse“. Das Siedlungsgebiet von Gorma dehnte sich so bis zum Rositzer Friedhof aus.
Kohle wurde um Gorma, das im Osten des Meuselwitz-Rositzer Braunkohlerevier liegt, in folgenden Tiefbaugruben abgebaut: "Altenburger Kohlenwerke Nr. 19, 20, 22" (1865–1958), "Rositzer Kohlenwerke Nr. 113" (1865–1958), "Germania Nr. 16" (1874–1912). In der Grube "Germania Nr. 16" erfolgte zwischen 1908 und 1919 auch der Kohleabbau im Tagebau. Im Zweiten Weltkrieg wurde der Ort durch die Nähe zu den DEA-Mineralölwerken in Rositz stark zerstört.
In den 1980er Jahren war die Wiederaufnahme des Braunkohleabbaus im Meuselwitz-Rositzer Braunkohlerevier geplant, welche aber nicht zur Ausführung kam. Dem geplanten „Tagebau Meuselwitz“ zwischen Meuselwitz und Rositz hätte ein Großteil des Gemeindegebiets von Rositz einschließlich eines Teils von Gorma weichen müssen.

## Einwohnerentwicklung
- 1556 – 0190
- 1864 – 0284
- 1910 – 1552

## Töchter und Söhne
- Margot Trooger (1923–1994), Bühnen- und Filmschauspielerin